# Гада-Зейхур
Гада-Зейхур (азерб. устар. Gədəzeyxur, Zeyxur, лезг. ЦIихуьр) — родовое село сихила «цIийхуьрар (цIикIутIар)» в Гусарском районе Азербайджанской Республики. Административный центр Гадазейхурского муниципалитета.

## География
Село расположено в 8 км от районного центра Гусар.
Ближайшие населённые пункты: Птишхур, Нижний Легер, Эведжуг и Кегна-Худат

## Сихилы
Село Зейхур основал лезгинский сихил «цIийхуьрар (цIикIутIар)» в которого входят:
1. Къунхар
2. Туамшяр,
3. Шахьнияр,
4. Кирер,
5. Еркер
6. Бислингар

Также в селе проживают сихилы:
1. Хтаяр
2. Ахцегьар/Эхцегьар

Помимо этого селения сихил основал Верхний Зейхур, также проживают в сёлах некоторых лезгинских сёлах на территории Габалинского района и на территории Дагестана.

## Население
По итогам переписи населения 2009 года в селе насчитывалось 2355 жителей. Однако на постоянной основе селе проживает 1/3 этого населения из-за проблемы постоянного оттока населения в крупные города главным образом в Баку и города России.
Национальный состав целиком сложен лезгинами, которые исповедуют ислам суннитского толка.

## История
Жители села оказывали сопротивление войскам Надир-шаха и царской России. Село несколько раз было сожжёно, но сихил вновь возвращался и возрождал село. Также участвовали в восстаниях 1837 и 1877’ых годов, а в 1918 году село оказало решительное сопротивление дашнакам. Про местного Абрека Хасана Зейхурского была написанна повесть Владимиром Даль, под названием «Лезги Хасан».

## Известные личности
Абрек Хасан Зейхурский
Шейх Хаджи-Мулла Зейхурский — был известен как в Кубе так и в Кюре. Также в селе построил школу.
Саят Пери — писательница